# Pěnice černohlavá
Pěnice černohlavá (Sylvia atricapilla, lidově také „černohlávek“) je malý zpěvný pták z čeledi pěnicovitých.

## Taxonomie
Rozlišuje se celkem 5 poddruhů.
- S. a. atricapilla – Pěnice černohlavá evropská obývá většinu Evropy a západní Sibiř.
- S. a. heineken – Pěnice černohlavá španělská žije na Pyrenejském poloostrově, Madeiře, Kanárských ostrovech a zřejmě též v Maroku a Alžírsku.
- S. a. pauluccii – Pěnice černohlavá italská obývá území od východního Španělska po střední a severní Itálii a zřejmě i Tunisko.
- S. a. dammholzi – Pěnice černohlavá kavkazská žije na Kavkaze a Blízkém východě.
- S. a. atlantis – Pěnice černohlavá atlantská obývá Kapverdské ostrovy a Azory.[3]

## Popis
- Délka těla: 13,5–15 cm
- Rozpětí křídel: 20–23 cm
- Hmotnost: 14–20 g

Jedna z větších pěnic. Snadno se pozná podle typické čepičky na hlavě, sahající k hornímu okraji oka. Dospělý samec má čepičku černou (od prvního přepeření do konce zimy hnědou, černou nebo černohnědou); svrchu je popelavě šedý a zespodu olivově šedý. Samice má čepičku rezavohnědou. Svrchu je tmavěji šedohnědá, naspodu světlejší, ale celkově oproti samci s hnědým nádechem. Mladí ptáci (do prvního přepeření) mají čepičku zbarvenou jako samice. Na ocase nemá v žádném šatu bílou barvu. Nohy i zobák jsou šedé.

## Hlas
Vábí tvrdým mlaskavým „tek“, přednášeným samostatně nebo v řadě. V čistém flétnovém zpěvu dokáže mistrně napodobit hlasy jiných druhů ptáků (např. slavíků, kosa, drozdů nebo červenky). Zpívá z vyvýšených míst i při prolézání hustou vegetací.

## Rozšíření
Obývá celou Evropu kromě nejsevernější části, vyskytuje se také na západní Sibiři a v severozápadní Africe. Na západě a jihu Evropy je stálá, ostatní populace přezimují ve Středomoří nebo v rovníkové Africe. Evropská populace je odhadována na více než 25 000 000 párů a druh je charakterizován jako zabezpečený.

## Výskyt v Česku
V České republice hnízdí na celém území od nížin až do subalpínského stupně, s nadmořskou výškou se však její početnost snižuje. Její stavy se od počátku 80. let 20. století mírně zvyšují; v letech 1985–1989 byla celková početnost odhadnuta na 600 000–1 200 000 párů, zatímco v letech 2001–2003 již na 800 000–1 600 000 párů.
Přílet na naše území probíhá od března do dubna, odlet od srpna do září, případně ještě během října až listopadu. Ojediněle v ČR i zimuje, v posledních letech se počet zimujících ptáků (nejčastěji samců) zvyšuje.

## Zimoviště
Původní zimoviště se nacházela v severní Africe. Nově však část středoevropské populace zalétá zimovat do Británie. Zde ptáci využívají britské tradice zimního přikrmování ptactva a nemusejí absolvovat tisíce kilometrů dlouhou cestu do Afriky. Statistické měření u těchto populací prokázalo zkracování letek. 

## Biotop
Je typickým lesním ptákem. Preferuje spíše listnaté a smíšené lesy, ale žije i v lesích jehličnatých, a to jak v ekotonu, tak uvnitř lesů. Obývá též zarostlé parky a zahrady.

## Potrava
V hnízdním období se živí hlavně hmyzem (housenkami, brouky, blanokřídlými, dvoukřídlými) a jinými bezobratlými (pavouky, měkkýši), na konci léta a na podzim požírá také bobule a dužnaté plody. Oblíbenou sezonní potravou jsou v červnu bobule bezu černého a v dubnu jmelí bílého listnáčového. Mláďata jsou krmena hmyzem a později i dužnatými plody. Potravu sbírá z listů a větví stromů a keřů, méně často v letu a na zemi.

## Hnízdění

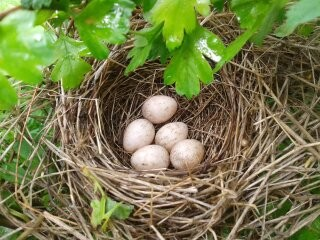
Hnízdo s vejci

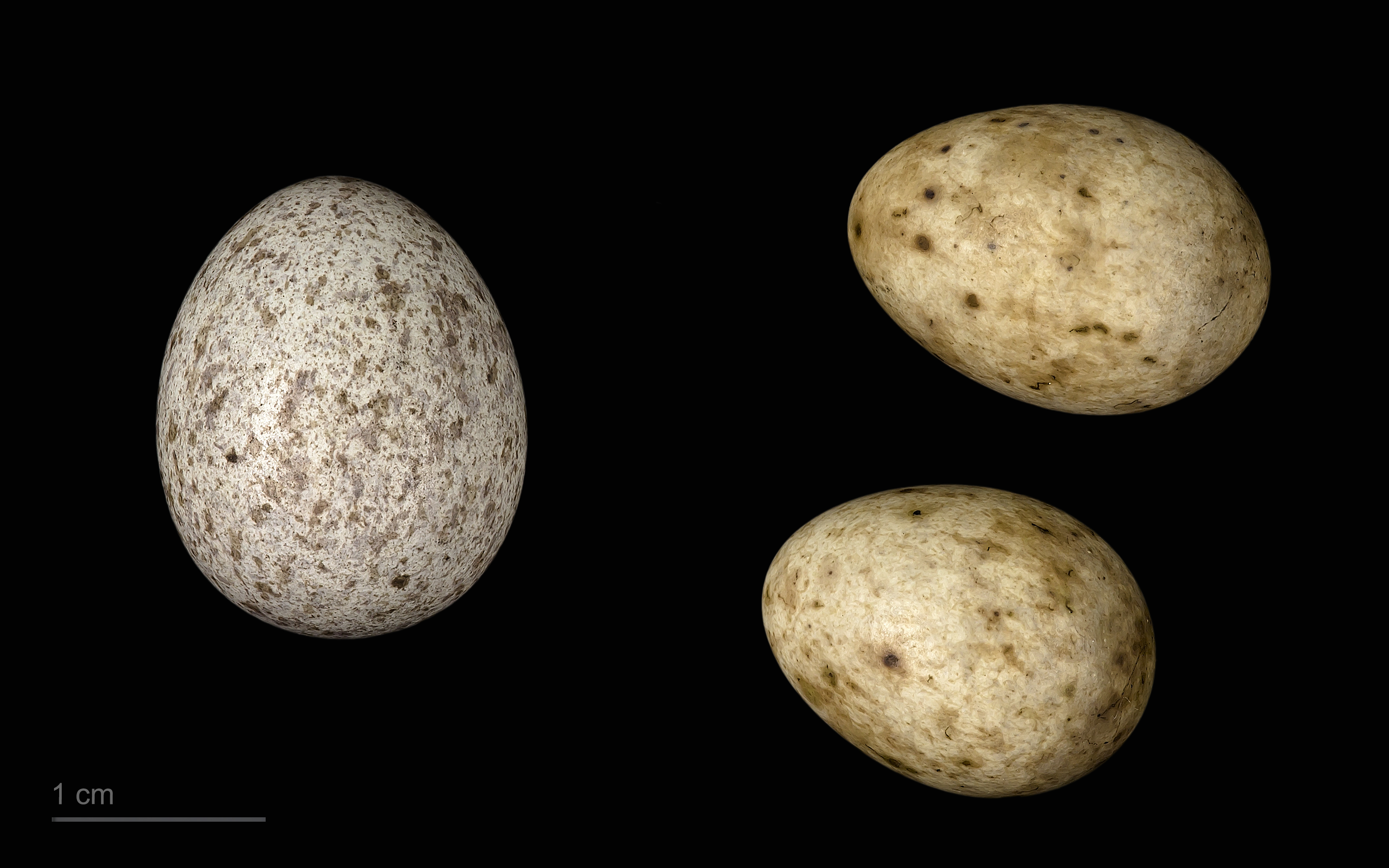
Cuculus canorus bangsi + Sylvia atricapilla

Hnízdí jednotlivě, teritoriálně a monogamně, vzácně se objevují i případy bigamie a účasti cizího samce na péči o mláďata. Na hnízdišti se jako první objevuje samec, který hned zabírá teritorium a označuje ho zpěvem. Během námluv staví několik jednoduchých hnízd, která představuje samici. Ta si buď jedno z nich vybere, nebo postaví nové. Hnízdí obvykle 1× ročně od května do července, při ztrátě snůšky následuje náhradní hnízdění. Hnízdo je obvykle dobře skryto v husté vegetaci (keřích, stromech, popínavých rostlinách, kapradinách) ve výšce do 2 m. Stavebním materiálem je tráva a různé byliny, vystýlka kotlinky je tvořena jemnou trávou, kořínky a žíněmi. Snůška čítá 4–5 (2–7) bílých, nažloutlých, nahnědlých nebo načervenalých, hnědě skvrnitých vajec o rozměrech 19,6 × 14,7 mm, na kterých sedí po dobu 11–12 dnů oba ptáci. Mláďata jsou krmena oběma rodiči a hnízdo opouštějí ve stáří 11–14 dnů. S rodiči zůstávají další 2–3 týdny a pohlavní dospělosti dosahují ve 2. kalendářním roce.
Z 2345 hnízd v ČR byla mláďata úspěšně vyvedena z 38 % hnízd, z 546 hnízd v jižním Německu z 52 % hnízd. Nejčastější příčinou ztrát je predace (více než 90 % případů), ve střední Evropě hlavně kunou a sojkou. Míra přežití v 1. roce života je 32  roční míra přežití u dospělých ptáků 46 %. Nejstarší okroužkovaný pták se dožil 13 let a 22 dnů.

## Kulturní význam
V minulosti byla tato pěnice lidově nazývaná „černohlávek“ žádaným klecním ptákem pro svůj příjemný zpěv. Z toho důvodu byla pochopitelně ceněnou kořistí čižbářů. Odposlechnutí samci (kvalitní zpěváci) se chytali většinou za použití sýčka na lep. Takový lov patřil pro svou náročnost k čihařskému mistrovství a nejlepší černohlávci byli pečlivě opečovávanými chovanci. Dodnes o pozornosti, jakou tomuto drobnému ptákovi lidé v minulosti věnovali, svědčí i poměrně rozšířené české příjmení Černohlávek.